# Lista de obras de Ticiano

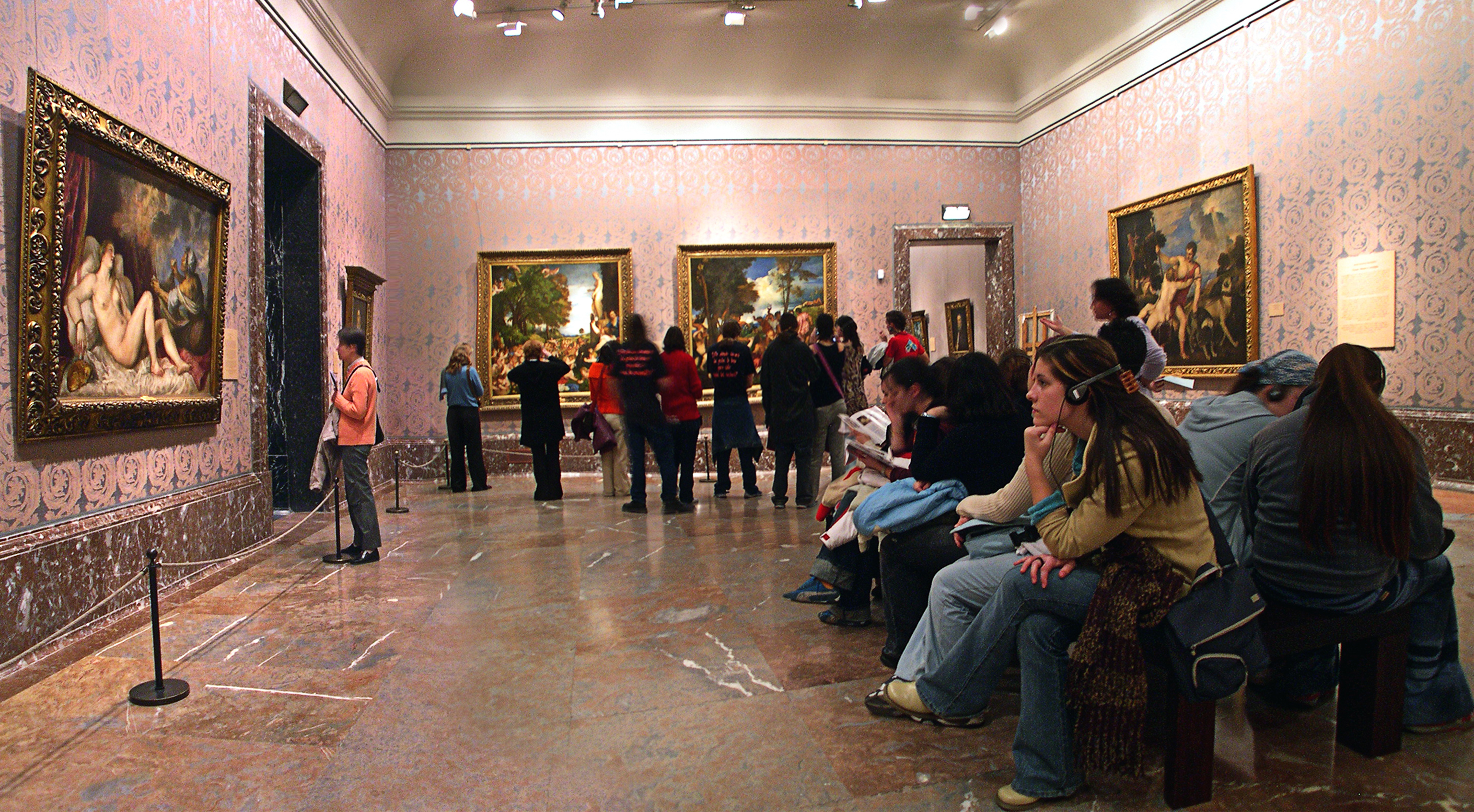
Pinturas de Ticiano no Museu do Prado, em Madrid (da esquerda para a direita: Danaë e a Chuva de Ouro, A Adoração de Vénus, O Bacanal dos Andros e Vénus e Adónis)

Esta lista de obras de Ticiano contém retratos e obras religiosas e mitológicas representativos de uma obra de grande amplitude que se desenrolou ao longo de 70 anos (Ticiano deixou-nos relativamente poucos desenhos). Os títulos das Pinturas e as datas, que por vezes variam de acordo com as fontes, são os da página em inglês.

## Lista das obras por ordem cronológica
| Imagem                       | Título | Data         | Dimensões               | Colecção                                                              |
| ---------------------------- | --- | ------------ | ----------------------- | --------------------------------------------------------------------- |
|                              | Cristo Carregando a Cruz (Christ Carrying the Cross) | 1505         | 68,2 × 88.3 cm          | Scuola Grande di San Rocco (Veneza). Também atribuida a Giorgione.    |
|                              | Maria e Jesus (Madonna and Child) | c. 1508      | 45 × 55 cm              | Metropolitan Museum of Art (Nova Iorque)                              |
|                              | Retrato de um Homem (Portrait of a Man/ A Man with a Quilted Sleeve) | c. 1508–1510 | 81,2 × 66.3 cm          | National Gallery (Londres)                                            |
|                              | Retrato de uma Senhora (A Schiavona) (Portrait of a Lady (La Schiavona)) | c. 1509–1510 | 117 × 97 cm             | National Gallery (Londres)                                            |
|                              | Concerto Campestre (Pastoral Concert) | c. 1510      | 118 × 138 cm            | Louvre, Paris. Também atribuido a Giorgione.                          |
|                              | Retrato de um Homem com Barrete Vermelho (Portrait of a Man in a Red Cap) | c. 1510      | 82 × 71 cm              | Frick Collection, Nova Iorque                                         |
|                              | S. Marcos Entronizado (St. Mark Enthroned) | 1510/11      | 218 × 149 cm            | Santa Maria della Salute (Veneza)                                     |
|                              | Milagre do Marido Ciumento (Miracle of the Jealous Husband) | 1511         | 340 × 207 cm            | Scuola di Sant'Antonio, Pádua                                         |
|                              | Milagre do Filho Irascível (Miracle of the Irascible Son) | 1511         | 340 × 207 cm            | Scuola di Sant'Antonio, Pádua                                         |
|                              | Milagre do Recém-Nascido (Miracle of the Newborn Infant) | 1511         | 340 × 355 cm            | Scuola di Sant'Antonio, Pádua                                         |
|                              | Não me toque (Noli me tangere) | c. 1511–1515 | 109 × 91 cm             | National Gallery (Londres)                                            |
|                              | Mulher com Espelho (Woman with a Mirror) | c. 1511–1515 | 96 × 76 cm              | Louvre (Paris)                                                        |
|                              | As Três Idades do Homem (The Three Ages of Man) | c. 1512      | 106 × 182 cm            | National Gallery of Scotland (Edimburgo)                              |
|                              | Maria e o Filho (Maria Cigana) (Madonna and Child /"The Gypsy Madonna") | c. 1512      | 65,8 × 83.8 cm          | Kunsthistorisches Museum (Viena)                                      |
|                              | Sagrada Conversa de Balbi ou Maria e o Filho com S. Catarina, S. Domingos e o Dador (Balbi Holy Conversation, Madonna and Child with Sts. Catherine and Dominic and a Donor)        | c. 1512-1514 | 130 × 185 cm            | Fondazione Magnani-Rocca, Traversetolo                                |
|                              | Retrato de Jacopo Sannazaro (Portrait of Jacopo Sannazaro) | c. 1514–1518 | 85,7 × 72.7 cm          | Royal Collection, Reino Unido                                         |
|                              | Flora | c. 1515      | 79 × 63 cm              | Uffizi (Florença)                                                     |
|                              | Retrato de um Homem (Portrait of a Man) | c. 1515      | 50 × 45 cm              | Metropolitan Museum of Art (Nova Iorque)                              |
|                              | Salomé (Salome) | c. 1515      | 90 × 72 cm              | Galeria Doria Pamphilj (Roma)                                         |
|                              | Maria das Cerejas (Kirschenmadonna) | c. 1515      | 81 × 99.5 cm            | Kunsthistorisches Museum (Viena)                                      |
|                              | Vaidade (Vanity) | c. 1515      | 97 × 81 cm              | Alte Pinakothek (Munique)                                             |
|                              | Violante (Violante) | c. 1515–1516 | 64,5 × 51 cm            | Kunsthistorisches Museum (Viena)                                      |
|                              | Homem Desconhecido com Chapéu Preto com Plumas (An Unknown Man in a Black Plumed Hat)                                                                                               | c. 1515–1520 | 70,5 × 63 cm            | Petworth House (Petworth)                                             |
|                              | Amor Sagrado e Amor Profano (Sacred and Profane Love) | c. 1515–1516 | 118 × 279 cm            | Galleria Borghese (Roma)                                              |
|                              | O Dinheiro do Tributo (The Tribute Money) | c. 1516      | 75 × 56 cm              | Gemäldegalerie Alte Meister, Dresden                                  |
|                              | Assunção da Virgem (Assumption of the Virgin) | c. 1516–1518 | 690 × 360 cm            | Basílica de Santa Maria Gloriosa dei Frari (Veneza)                   |
|                              | O Bacanal dos Andros (The Bacchanal of the Andrians) | c. 1518–1519 | 175 × 193 cm            | Museu do Prado (Madrid)                                               |
|                              | A Adoração de Vénus (The Worship of Venus) | 1518–1520    | 172 × 175 cm            | Museu do Prado (Madrid)                                               |
|                              | A Anunciação de Malchiostro (Malchiostro Annunciation) | c. 1520      | 210 × 176 cm            | Catedral de Treviso, Treviso                                          |
|                              | Retrato de Vincenzo Mosti (Portrait of Vincenzo Mosti) | c. 1520      | 85 × 67 cm              | Galleria Palatina, Florença                                           |
|                              | Altar de Gozzi (Gozzi Altarpiece) | 1520         | 312 × 215 cm            | Pinacoteca civica Francesco Podesti, Ancona                           |
|                              | Políptico de Averoldi (Averoldi Polyptych) | c. 1520–1522 | 278 × 292 cm            | Santi Nazaro e Celso (Bréscia)                                        |
|                              | Vénus saindo do Mar (Venus Anadyomene, ou Venus rising from the sea) | c. 1520      | 73,6 × 58.4 cm          | National Gallery of Scotland (Edimburgo)                              |
|                              | Ressurreição (Painel central do políptico de Averoldi) (Altarpiece of the Resurrection - Center panel of the Averoldi Polyptych)                                                    | c. 1520–1522 | 278 × 122 cm            | Santi Nazaro e Celso (Bréscia)                                        |
|                              | Baco e Ariadne (Bacchus and Ariadne) | c. 1522–1523 | 175 × 190 cm            | National Gallery (Londres)                                            |
|                              | Homem com uma Luva (Man with a Glove) | c. 1520–1523 | 100 × 89 cm             | Louvre (Paris)                                                        |
|                              | O Sepultamento (The Entombment) | c. 1523–1525 | 148 × 225 cm            | Louvre (Paris)                                                        |
|                              | Maria de Pesaro (Pesaro Madonna) | c. 1519–1526 | 478 × 268 cm            | Basílica de Santa Maria Gloriosa dei Frari (Veneza)                   |
|                              | Retrato de Frederico II Gonzaga (Portrait of Federico II Gonzaga) | c. 1525–1528 | 125 × 99 cm             | Museo del Prado (Madrid)                                              |
|                              | A Senhora do Coelho/Maria e Jesus com Sta. Catarina e um Coelho (The Madonna of the Rabbit/Madonna and Child with St. Catherine and a Rabbit)                                       | 1530         | 71 × 85 cm              | Louvre (Paris)                                                        |
|                              | Alegoria Conjugal (em francês: Allégorie Conjugale; Allégorie de la séparation; Allégorie d'Alphonse d'Avalos; Allégorie de la Foi; Allégorie de l'Espérance; Allégorie de l'Amour) | c. 1530-1535 | 123 × 107 cm            | Louvre (Paris)                                                        |
|                              | Retrato de Giacomo Dolfin (Portrait of Giacomo Dolfin) | c. 1531–1532 | 101 × 88 cm             | Los Angeles County Museum of Art (LACMA)                              |
|                              | Maria e Jesus com S. João Baptista e Sta. Catarina (A Senhora de Aldobrandini) (Madonna and Child with Saint John the Baptist and Saint Catherine - The Aldobrandini Madonna)       | c. 1532      | 100,6 × 142.2 cm        | National Gallery (Londres)                                            |
|                              | Retrato de Carlos V com um Cão (Portrait of Charles V with a Dog) | c. 1532–1533 | 192 × 111 cm            | Museu do Prado (Madrid)                                               |
|                              | Madalena Penitente (The Penitent Magdalene) | c. 1531–1533 | 85 × 68 cm              | Palazzo Pitti (Florença)                                              |
|                              | A Apresentação da Virgem no Templo (The Presentation of the Virgin at the Temple)                                                                                                   | c. 1534–1538 | 345 x 775 cm            | Gallerie dell'Accademia (Veneza)                                      |
|                              | Retrato de Isabel d'Este (Portrait of Isabella d'Este) | c. 1534–1536 | 102 × 64 cm             | Kunsthistorisches Museum (Viena)                                      |
|                              | Rapariga numa Pele (Girl in a Fur) | c. 1535      | 95 × 63 cm              | Kunsthistorisches Museum (Viena)                                      |
|                              | A Ceia em Emaus (The Supper at Emmaus) | c. 1535–1540 | 169 × 244 cm            | Louvre (Paris)                                                        |
|                              | A Bela (La Bella) | 1536         | 100 × 75 cm             | Palazzo Pitti (Florença)                                              |
|                              | Retrato de uma Jovem com Chapéu com Pluma (Portrait of a Young Woman with Feather Hat)                                                                                              | c. 1536      | 97 × 75 cm              | Hermitage (São Petersburgo)                                           |
|                              | Retrato de Francisco Maria I, Duque de Urbino (Portrait of Francesco Maria I della Rovere, Duke of Urbino)                                                                          | c. 1536–1538 | 114,3 × 100 cm          | Uffizi (Florença)                                                     |
|                              | Retrato de Pietro Aretino (Portrait of Pietro Aretino) | c. 1537      | 102 × 86 cm             | Frick Collection, Nova Iorque                                         |
|                              | Retrato de Leonor Gonzaga, Duquesa de Urbino (Portrait of Eleonora Gonzaga, Duchess of Urbino)                                                                                      | 1538         | 114 × 102.2 cm          | Uffizi (Florença)                                                     |
|                              | Vênus de Urbino (Venus of Urbino) | 1538         | 119 × 165 cm            | Uffizi (Florença)                                                     |
|                              | Retrato do Cardeal Pietro Bembo (Portrait of Cardinal Pietro Bembo) | 1540         | 94,3 × 76.5 cm          | National Gallery of Art (Washington, D.C.)                            |
|                              | Retrato do Doge Andrea Gritti (Portrait of Doge Andrea Gritti) | 1540         | 133,3 × 103.2 cm        | National Gallery of Art (Washington, D.C.)                            |
|                              | Alfonso d'Avalos discursa às Tropas (Alfonso d'Avalos Addressing his Troops) | c. 1540–1541 | 223 × 165 cm            | Museu do Prado (Madrid)                                               |
|                              | Retrato de Clarissa Strozzi (Portrait of Clarissa Strozzi) | 1542         | 115 × 98 cm             | Gemäldegalerie, Berlim                                                |
|                              | A Coroação com Espinhos (The Crowning with Thorns) | c. 1542–1544 | 303 × 180 cm            | Louvre (Paris)                                                        |
|                              | Retrato de um Jovem Inglês (Portrait of a Young Englishman) | c. 1540–1545 | 111 × 93 cm             | Palazzo Pitti (Florença)                                              |
|                              | Retrato de Ranuccio Farnese (cardeal) (Portrait of Ranuccio Farnese (cardinal)) | 1542         | 89,7 × 73.6 cm          | National Gallery of Art (Washington, D.C.)                            |
|                              | Retrato do Papa Paulo III (Portrait of Pope Paul III) | 1543         | 108 × 80 cm             | Museo di Capodimonte (Nápoles)                                        |
|                              | Ecce Homo | 1543         | 242 × 361 cm            | Kunsthistorisches Museum (Viena)                                      |
|                              | Caim matando Abel (Cain Slaying Abel) | 1543–44      | 292,1 × 280.0 cm        | Santa Maria della Salute (Veneza)                                     |
|                              | David e Golias (David and Goliath) | 1543–44      | 292,1 × 281.9 cm        | Santa Maria della Salute (Veneza)                                     |
|                              | Retrato de Pietro Aretino (Portrait of Pietro Aretino) | c. 1545      | 98 × 78 cm              | Palazzo Pitti (Florença)                                              |
|                              | Papa Paul III e os seus Netos (Pope Paul III and his Grandsons) | 1546         | 210 × 174 cm            | Museo di Capodimonte (Nápoles)                                        |
|                              | Danaë - uma de pelo menos quatro versões por Ticiano (Danaë - one of at least four versions)                                                                                        | 1546         | 120 × 172 cm            | Museo di Capodimonte (Nápoles)                                        |
|                              | Retrato da Família Vendramin (Portrait of the Vendramin Family) | 1547         | 206 × 301 cm            | National Gallery (Londres)                                            |
|                              | Retrato Equestre de Carlos V (Equestrian Portrait of Charles V) | 1548         | 332 × 279 cm            | Museu do Prado (Madrid)                                               |
|                              | Retrato de Carlos V Sentado (Portrait of Charles V Seated) | 1548         | 205 × 122 cm            | Alte Pinakothek (Munique)                                             |
|                              | Retrato de Isabel de Portugal (Portrait of Isabella of Portugal) | 1548         | Museu do Prado (Madrid) |                                                                       |
|                              | Vénus e Música (Venus and Music) | 1548         | 148 × 217 cm            | Museu do Prado (Madrid)                                               |
|                              | Retrato de Johann Friedrich von Sachsen derrotado por Carlos V (Portrait of Johann Friedrich von Sachsen defeated by Charles V)                                                     | 1548         | 129 × 93 cm             | Museu do Prado (Madrid)                                               |
|                              | A Punição de Tício (The Punishment of Tythus) | 1549         | 253 × 217 cm            | Museu do Prado (Madrid)                                               |
|                              | Sísifo (Sisyphus) | 1549         | 237 × 216 cm            | Museu do Prado (Madrid)                                               |
|                              | S. João das Esmolas (Saint John the Almoner) | c. 1549      | 229 × 156 cm            | Igreja de San Giovanni Elemosinario (Veneza)                          |
|                              | A Queda do Homem (The Fall of Man) | c. 1550      | 240 × 186 cm            | Museu do Prado (Madrid)                                               |
|                              | Mãe Angustiada (Mater Dolorosa) | 1550         | 68 × 61 cm              | Museu do Prado (Madrid)                                               |
|                              | Retrato de João Frederico I da Saxônia (Portrait of Johann Friedrich von Sachsen)                                                                                                   | 1550         | 103,5 × 83 cm           | Kunsthistorisches Museum (Viena)                                      |
|                              | Vénus e o Organista (Venus and the Organ Player) | c. 1550      | 115 × 280 cm            | Gemäldegalerie, Berlim                                                |
|                              | Cavaleiro de Malta com um relógio (Knight of Malta with a watch | c. 1550      | 122 × 101 cm            | Museu do Prado (Madrid)                                               |
|                              | S. Jerónimo em Penitência (Saint Jerome in Penitence | 1550–1560    | 255 × 125 cm            | Pinacoteca di Brera (Milão)                                           |
|                              | Filipe II em Armadura (Phillip II in Armour) | 1551         | 193 × 111 cm            | Museu do Prado (Madrid)                                               |
|                              | Retrato do Cardeal Cristoforo Madruzzo (Portrait of Cardinal Cristoforo Madruzzo)                                                                                                   | 1552         | 230 x 131 cm            | Museu de Arte de São Paulo (São Paulo)                                |
|                              | Santíssima Trindade (The Holy Trinity (La Gloria)) | 1551–1554    | 346 × 240 cm            | Museu do Prado (Madrid)                                               |
|                              | Vénus e Adónis (Venus and Adonis) | 1553–1554    | 186 × 207 cm            | Museu do Prado (Madrid)                                               |
|                              | Mater Dolorosa com Mãos Abertas (Mater Dolorosa with Open Hands) | 1554         | 68 × 53 cm              | Museu do Prado (Madrid)                                               |
|                              | Danaë e a Chuva de Ouro (Danaë and the Shower of Gold) | 1554         | 128 × 178 cm            | Museu do Prado (Madrid)                                               |
|                              | Perseus e Andrómeda (Perseus and Andromeda) | c. 1554–1556 | 175 × 189 cm            | Coleção Wallace (Londres)                                             |
|                              | Retrato de Cristina da Dinamarca (Portrait of Queen Christina of Denmark) | c. 1555–1556 | 112 × 83 cm             | National Museum of Serbia (Belgrado)                                  |
|                              | Vénus com um Espelho (Venus with a Mirror) | c. 1555      | 124,5 × 105.5 cm        | National Gallery of Art (Washington, D.C.)                            |
|                              | Vénus e Adónis (Venus and Adonis) | c. 1555      | 106 × 133 cm            | Metropolitan Museum of Art (Nova Iorque)                              |
|                              | Filippo Archinto, Arcebispo de Milão (Filippo Archinto, Archbishop of Milan) | c. 1555      | 118 × 94 cm             | Metropolitan Museum of Art (Nova Iorque)                              |
|                              | Vénus e o Tocador de Alaúde (Venus and the Lute Player) | c. 1555–1565 | 150 × 196 cm            | Fitzwilliam Museum (Cambridge)                                        |
|                              | Diana e Acteon (Diana and Actaeon) | 1556–1559    | 190,3 × 207 cm          | National Gallery (London)/ National Gallery of Scotland (Edimburgo)   |
|                              | Crucificação Crucifixion | 1558         | 371 × 197 cm            | Church of San Domenico, Ancona                                        |
|                              | O Martírio de S. Lourenço (The Martyrdom of Saint Lawrence) | 1559         | 500 × 280 cm            | Chiesa di Santa Maria Assunta (Veneza)                                |
|                              | Diana e Calisto (Diana and Callisto) | 1559         | 187 × 205 cm            | National Gallery (Londres) / National Gallery of Scotland (Edimburgo) |
|                              | O Sepultamento (The Entombment) | 1559         | 137 × 175 cm            | Museu do Prado (Madrid)                                               |
|                              | O Rapto de Europa (The Rape of Europa) | 1559–1562    | 185 × 205 cm            | Isabella Stewart Gardner Museum (Boston)                              |
|                              | Anunciação (Annunciation) | 1559–1564    | 410 × 240 cm            | Igreja de S. Salvador (Veneza)                                        |
|                              | A Morte de Acteon (The Death of Actaeon) | c. 1559–1575 | 178,4 × 198.1 cm        | National Gallery (Londres)                                            |
|                              | Salomé (Salome) | c. 1560      | 87 × 80 cm              | Museu do Prado (Madrid)                                               |
| Ficheiro:VenereAdoneRoma.jpg | Vénus e Adónis (Venus and Adonis) | c. 1560      | 187 × 184 cm            | Galleria Nazionale d'Arte Antica (Roma)                               |
|                              | Maria e Jesus com S. Lucas e S. Catarina de Alexandria (Madonna and Child with Saints Luke and Catherine of Alexandria)                                                             | c. 1560      | 127,8 × 169.7 cm        | (Bought by a private bidder on 28 January 2011)                       |
|                              | Autorretrato (Self-portrait) | c. 1560–1562 | 96 × 72 cm              | Gemäldegalerie, Berlim                                                |
|                              | O Dinheiro do Tributo (The Tribute Money) | c. 1560–1568 | 112,2 x 103.2 cm        | National Gallery (Londres)                                            |
|                              | Madalena Penitente (The Penitent Magdalene) | c. 1565      | 118 × 97 cm             | Hermitage Museum (S. Petersburgo)                                     |
|                              | Alegoria da Prudência (Allegory of Prudence) | c. 1565–1570 | 76,2 × 68.6 cm          | National Gallery (Londres)                                            |
|                              | Vénus e o Tocador de Alaúde (Venus and the Lute Player) | c. 1565-1570 | 165 × 209 cm            | Metropolitan Museum of Art (Nova Iorque)                              |
|                              | O Sepultamento (The Entombment) | 1566         | 130 × 168 cm            | Museu do Prado (Madrid)                                               |
|                              | Auto-retrato (Self-portrait) | c. 1567      | 86 × 65 cm              | Museu do Prado (Madrid)                                               |
|                              | Retrato de Jacopo Strada (Portrait of Jacopo Strada) | c. 1567–1568 | 125 × 95 cm             | Kunsthistorisches Museum (Viena)                                      |
|                              | Tarquínio e Lucrécia (1570) (Tarquinius and Lucretia - 1570) | 1571         | 190 × 143 cm            | Museu de Belas Artes de Bordéus (Bordéus)                             |
|                              | Tarquínio e Lucrécia (1571) (Tarquinius and Lucretia - 1571) | 1571         | 189 × 145 cm            | Fitzwilliam Museum (Cambridge)                                        |
|                              | O Castigo de Marsias (Punishment of Marsyas) | c. 1570-1576 | 212 × 207 cm            | National Museum, Kroměříž, República Checa                            |
|                              | Ninfa e Pastor (Nymph and Shepherd) | c. 1570–1576 | 149,7 × 187 cm          | Kunsthistorisches Museum (Viena)                                      |
|                              | Pietà | c. 1570–1576 | 351 × 389 cm            | Accademia (Veneza)                                                    |
|                              | Cristo Coroado com Espinhos (Christ Crowned with Thorns) | c. 1570–1576 | 280 × 181 cm            | Alte Pinakothek (Munique)                                             |